# A tope
A tope est une émission télévisée espagnole musicale diffusée sur la chaîne de télévision TVE, entre 1987 et 1988.

## Production
Dans la lignée de son prédécesseur Tocata, l'émission propose des concerts destinés au jeune public, couvrant des genres allant du heavy metal et du rock à la pop plus commerciale. Le tout était entrecoupé d'interviews et de reportages. Le studio d'enregistrement comportait deux scènes : l'une pour les spectacles et l'autre pour les interviews, avec un public présent dans les gradins. La rubrique Se graba propose un reportage sur l'enregistrement d'un artiste important qui n'est pas encore sorti. Enfin, des clips sont diffusés.